# Onze-Lieve-Vrouw-Geboorte en Sint-Jozefkerk (Elene)
De Onze-Lieve-Vrouw-Geboorte en Sint-Jozefkerk van Elene in de Oost-Vlaamse gemeente Zottegem is neoclassicistische kerk. Hij is georiënteerd naar het zuidwesten en werd tussen 1858 en 1863 gebouwd naar ontwerp van architect Edmond de Perre-Montigny. Voorganger was een gotische kerk uit de 14de-15de eeuw. De noordelijke transeptarm daarvan bleef bestaan op het kerkhof. Hij doet dienst als grafkapel van de familie della Faille, eigenaren van het kasteel van Leeuwergem. Het orgel van de kerk is sinds 1980 beschermd als monument; het werd in 1788 gebouwd door Lambert Van Peteghem voor de kerk van Welle en verhuisde honderd jaar later naar Elene. In de toren van de kerk (nestkast van Regionaal Landschap Vlaamse Ardennen) leeft de kerkuil. In 2024 wordt een vredesmonument met vredesduif onthuld aan de kerk.

## Afbeeldingen

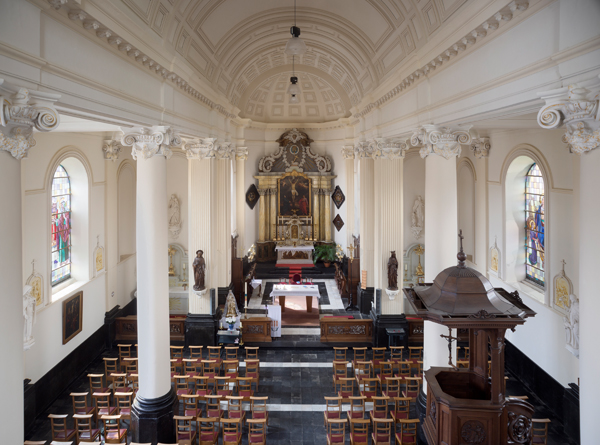
Interieur
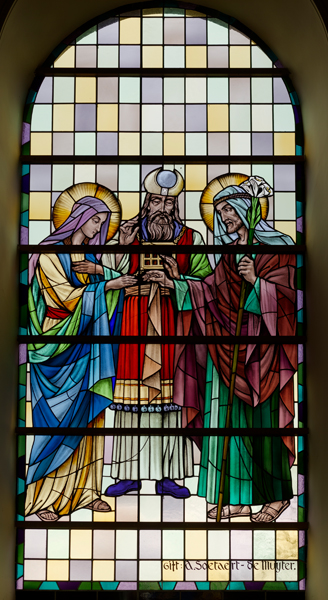
Glas-in-lood (Olivier Ganton)
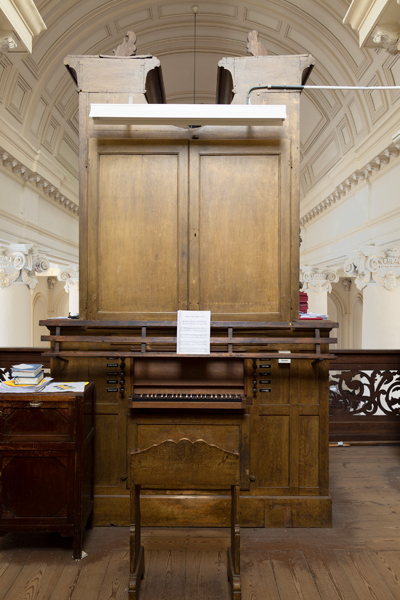
Orgel
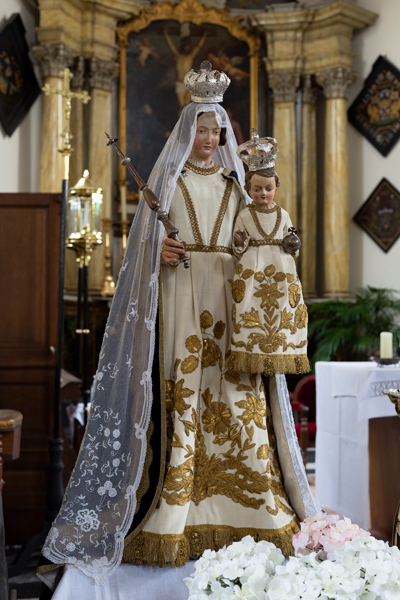
Madonna met kind